# Comuna Vultureni, Bacău
Vultureni este o comună în județul Bacău, Moldova, România, formată din satele Bosia, Dădești, Dorneni, Ghilăvești, Godineștii de Jos, Godineștii de Sus, Lichitișeni (reședința), Medeleni, Nazărioaia, Reprivăț, Tomozia, Țigănești, Valea Lupului, Valea Merilor, Valea Salciei și Vultureni.

## Așezare
Comuna se află în estul județului, în valea râului Berheci ce străbate colinele Tutovei. Este străbătută de șoseaua județeană DJ241A, care o leagă spre nord de Oncești, Izvoru Berheciului, Secuieni (unde se intersectează cu DN2F), Traian, Roșiori și Dămienești și spre sud de Dealu Morii, apoi mai departe în județul Vrancea de Corbița (unde se intersectează cu DN11A) și Tănăsoaia și mai departe în județul Galați de Brăhășești și Gohor. La Vulturești, acest drum se intersectează cu șoseaua județeană DJ243B, care duce spre nord-vest la Parincea și spre est la Stănișești, Motoșeni și mai departe în județul Vaslui de Coroiești, Ciocani și Bârlad.

## Demografie
Componența etnică a comunei Vultureni
     Români (79,38%)
     Alte etnii (0%)
     Necunoscută (20,62%)
Componența confesională a comunei Vultureni
     Ortodocși (78,61%)
     Alte religii (0,13%)
     Necunoscută (21,26%)
Conform recensământului efectuat în 2021, populația comunei Vultureni se ridică la 1.552 de locuitori, în scădere față de recensământul anterior din 2011, când fuseseră înregistrați 2.071 de locuitori. Majoritatea locuitorilor sunt români (79,38%), iar pentru 20,62% nu se cunoaște apartenența etnică. Din punct de vedere confesional, majoritatea locuitorilor sunt ortodocși (78,61%), iar pentru 21,26% nu se cunoaște apartenența confesională.

## Politică și administrație
Comuna Vultureni este administrată de un primar și un consiliu local compus din 11 consilieri. Primarul, Iulian Dragomir[*], de la Alianța Dreapta Unită, este în funcție din 1 noiembrie 2024. Începând cu alegerile locale din 2024, consiliul local are următoarea componență pe partide politice:
|  | Partid                          | Consilieri | Componența Consiliului | Componența Consiliului | Componența Consiliului | Componența Consiliului | Componența Consiliului |
|  | ------------------------------- | ---------- | ---------------------- | ---------------------- | ---------------------- | ---------------------- | ---------------------- |
|  | Alianța Dreapta Unită           | 5          |                        |                        |                        |                        |                        |
|  | Partidul Social Democrat        | 3          |                        |                        |                        |                        |                        |
|  | Partidul Național Liberal       | 2          |                        |                        |                        |                        |                        |
|  | Alianța pentru Unirea Românilor | 1          |                        |                        |                        |                        |                        |

## Istorie
La sfârșitul secolului al XIX-lea, comuna făcea parte din plasa Berheci a județului Tecuci și era formată din satele Lichitișeni, Rugetu, Vultureni, Bălănești, Dorofeiu, Meleșcani, Boboș, Dădești, Năzărioaia, Ghionoaia Veche, Ghionoaia Nouă și Tăvădărești, având în total 1603 locuitori. În comună existau o școală mixtă la Vultureni și șase biserici ortodoxe. La acea vreme, pe teritoriul actual al comunei, mai funcționa în aceeași plasă și comuna Godinești, având 1529 de locuitori în satele Godineștii de Jos, Godineștii de Sus, Medeleni, Năstăseni, Poeni, Țigănești, Valea Lupului, Valea Salciei și Vărlănești; aici existau două mori de vânt, două mori de apă, o școală cu 44 de elevi (dintre care 7 fete) deschisă în 1866, și cinci biserici ortodoxe (la Godineștii de Jos, Medeleni, Țigănești, Poeni și Valea Salciei).
Anuarul Socec din 1925 consemnează comunele în plasa Găiceana a aceluiași județ, având aceeași alcătuire; comuna Vultureni avea 2315 locuitori, iar comuna Godinești — 2800. Comunei Vultureni i s-au mai adăugat în 1931 și satele Bodeasa, Bostănești, Deleni, Grădești, Gura Ruget si Roșia, în timp ce satele Ghionoaia Nouă și Ghionoaia Veche au fost comasate, formând satul Ghionoaia.
În 1950, comunele au fost transferate raionului Răchitoasa din regiunea Bârlad și apoi (după 1956) din regiunea Bacău, după care în 1960 au fost transferate raionului Adjud din regiunea Bacău. În 1968, comunele au trecut la județul Bacău, iar comuna Godinești a fost desființată, satele ei trecând la comuna Vultureni; tot atunci, satul Tăvădărești (fosta localitate de reședință) a fost transferat comunei Dealu Morii, satul Vultureni a revenit la această denumire (după ce un timp fusese denumit Gura Țigănești, făcând parte din comuna Godinești) și a devenit reședința comunei; în sfârșit, a fost desființat satul Ruget (comasat cu Lichitișeni).

## Monumente istorice
Singurul obiectiv din comuna Vultureni inclus în lista monumentelor istorice din județul Bacău ca monument de interes local este situl arheologic de „Pe Tablă”, aflat în marginea de vest a satului Lichitișeni, sit ce cuprinde urmele unor așezări din eneolitic (cultura Cucuteni); Epoca Bronzului târziu (cultura Noua); epoca daco-romană (secolele al III-lea&ndas;al IV-lea); și Epoca Medievală Timpurie (secolele al IX-lea–al X-lea).

## Personalități născute aici
- Simion Hâncu (1929 - 2016), inginer, profesor universitar, politician.